# SG Dynamo Gera
Die SG Dynamo Gera war eine deutsche Polizeisportgemeinschaft aus Gera. Heimstätte der Fußballabteilung war das Artur-Becker-Stadion (heute Stadion am Steg), welches 7.000 Zuschauern Platz bietet. Prominentestes Dynamo-Mitglied in Gera – allerdings bei Dynamo Gera-Mitte – war Radprofi Olaf Ludwig, dreifacher Etappensieger der Tour de France.

## Sektion Fußball
Dynamo Gera war eine der wenigen höherklassigen Fußballmannschaften der Sportvereinigung Dynamo, welche nach ihrer Gründung im Gegensatz zu Dynamo Erfurt, Dynamo Dresden oder Dynamo Frankfurt keine Versetzungen in andere Städte vollziehen musste. 1960 trat Dynamo Gera erstmals in der viertklassigen Bezirksliga Gera in Erscheinung, in welcher die SG fast die nächsten 30 Jahre aktiv war.
Bereits in ihrer Auftaktsaison scheiterte Dynamo nur knapp an Fortschritt Greiz am Aufstieg in die II. DDR-Liga. Nach einem kurzzeitigen Wiederabstieg konnte sich Dynamo ab 1970 dauerhaft in der höchsten Spielklasse des Bezirkes Gera etablieren. 1977 gelang Dynamo hinter der nicht aufstiegsberechtigten zweiten Vertretung der BSG Wismut Gera der Aufstieg in die DDR-Liga, aus welcher Gera chancenlos mit Landbau Bad Langensalza und Motor Steinach wieder abstieg. Der direkte Wiederaufstieg scheiterte im Anschluss an Motor Zeulenroda, in der Folgezeit belegte Dynamo ausnahmslos vordere Mittelfeldplätze.
Die Saison 1989/90 sollte die letzte Spielzeit für die Ostthüringer werden. Nachdem die Qualifikation zur Landesliga Thüringen deutlich verpasst wurde, zog sich der Verein aus dem Spielbetrieb zurück. Teile der Mannschaft fanden sich beim Polizei-SV Gera, später beim VfB Gera wieder.

## Statistik
- Teilnahme DDR-Liga: 1977/78 (Rang 11)
- Teilnahme FDGB-Pokal: 1963/64 (1. Hauptrunde), 1978/79 (Zwischenrunde)
- Ewige Tabelle der DDR-Liga: Rang 191